# Anette Hovind Johansen
Anette Hovind Johansen, född 24 mars 1980 i Fredrikstad i Østfold, är en inte längre aktiv norsk handbollsspelare.

## Klubbkarriär
Johansen spelade först för Skjeberg IF 1997–1998 och sedan för klubben Lisleby FK 1998–2000. 20 år gammal började hon spela i den bättre klubben Nordstrand IF. 2004 började hon sin proffskarriär i Danmark med att spela handboll för GOG Svendborg. Från december 2008 fick hon inte förlängt kontrakt med klubben. Från 2009 var hon i Fredrikstad som assisterande tränare tills hon slutade med handboll 2010 då hon fick barn. Hon spelade som vänsternia och var duktig försvarsspelare.

## Landslagskarriär
Anette Hovind Johansen debuterade den 11 mars 2000 i det norska damlandslaget mot Tyskland och spelade sedan 99 matcher och gjorde 231 mål i landslaget mellan 2000 och 2008. Hennes främsta merit är EM-guld 2006 vid EM i Sverige. Hon tog året därefter silver i VM 2007 och ett EM-silver 2002. Hon hade svårt att etablera sig i truppen de första fyra åren men fick sedan mer speltid och blev europamästare 2006 och spelade i VM-finalen 2007 mot Ryssland. Våren 2008 spelade hon sin sista landskamp mot Portugal den 30 mars.